# Francis Meynieu
Francis Meynieu est un footballeur français né le 9 janvier 1953  à Bordeaux (Gironde).

## Biographie
Fils de l'ancien joueur professionnel Guy Meynieu et formé au Stade Bordelais UC, il rejoint les Girondins de Bordeaux en 1971. 
Il est sélectionné en équipe de France le 22 mai 1976 pour un match amical (Hongrie-France, 1-0).
Il termine sa carrière de 1980 à 1983 au FC Tours, nouveau club parmi l'élite.

## Palmarès
- International français en 1976 (1 sélection)
- International amateur, olympique
- Quart de finaliste aux Jeux olympiques de 1976